# Pieces (film)
Pieces (titlul original: Mil gritos tiene la noche; cu sensul de: O mie de țipete în noapte)  este un film de groază din 1982 regizat de Juan Piquer Simón. Rolurile principale sunt interpretate de actorii Christopher George, Paul L. Smith și Edmund Purdom.

## Distribuție
- Christopher George - Lt. Bracken
- Lynda Day George - Mary Riggs
- Frank Branã - Sgt. Holden
- Paul L. Smith - Willard
- Edmund Purdom - The Dean
- Ian Sera - Kendall James
- Jack Taylor - Prof. Arthur Brown
- Isabelle Luque - Sylvia
- Garard Tichy - Doctor Jennings
- Hilda Fuchs - The Secretary

## Legături externe
- Pieces la Internet Movie Database
- Pieces (film) la Rotten Tomatoes